# Les Conquérants (film, 2013)
Pour les articles homonymes, voir Les Conquérants.
Pour plus de détails, voir Fiche technique et Distribution.
Les Conquérants est une comédie française réalisée par Xabi Molia et sorti en 2013.

## Synopsis
Galaad et Noé, deux demi-frères dont le père explorateur vient de mourir, semblent frappés d'une malédiction liée à la vente du Graal par ce dernier. Pour y mettre fin et selon les dernières volontés de leur géniteur, ils décident de le récupérer par le vol et de le remettre à sa place dans une grotte basque.

## Fiche technique
- Titre : Les Conquérants
- Réalisation : Xabi Molia
- Scénario : Xabi Molia
- Musique : Benjamin Rosier
- Photographie : Martin de Chabaneix
- Montage : Sébastien Sarraillé
- Producteur : Christie Molia
  - Coproducteur : Isabelle Truc
- Production : Moteur s'il vous plaît
  - Coproduction : Iota Production
  - SOFICA : Cinémage 7
- Distribution : Pyramide Distribution
- Pays :  France
- Durée : 96 minutes
- Genre : comédie
- Dates de sortie : 
  -  France : 25 septembre 2013

## Distribution
- Mathieu Demy : Noé
- Denis Podalydès : Galaad
- Christian Crahay : Del Sarto
- Julie Kapour : Mme Van der Eecken
- Michel Dubois : M. Van der Eecken
- Michel Molia : Michel
- Xabi Molia : Hector
- Charlotte Krenz : Maja
- Christelle Cornil : Agnès
- Florence Muller : le médecin
- Didier Colfs : le président du club adverse
- Hugues Hausman : le vigile
- Philippe Oyhamburu : Ramuntxo
- Jean-Claude Drouot : Joseph Tadoussac
- Anaïs Demoustier